# ユーロビジョン・ソング・コンテスト2016
ユーロビジョン・ソング・コンテスト2016こと第61回ユーロビジョン・ソング・コンテスト（英語:Eurovision Song Contest 2016、フランス語:Concours Eurovision de la chanson 2016）は、スウェーデン・ストックホルムのストックホルム・グローブ・アリーナで2016年5月に開催された。前年のユーロビジョン・ソング・コンテスト2015でスウェーデン代表のモンス・セルメルローの「Heroes」が優勝したため、スウェーデンは今大会の主催権を得た。ユーロビジョン・ソング・コンテストのスウェーデンでの開催は6回目、うちストックホルムでの開催は1975、2000に次ぐ3回目であり、グローブ・アリーナでの開催は2000年以来2度目である。2016年5月の10日および12日に準決勝、14日に決勝が行われ、ペートラ・メーデとモンス・セルメルローが司会を務めた。
今大会には43か国が出場する。出場国数が43か国となるのは2008年大会、2011年大会と並んで過去最多である。ボスニア・ヘルツェゴビナ、ブルガリア、クロアチア、ウクライナが今大会から復帰した一方、ポルトガルは不参加となる。今大会では投票方式が一新される。従来、各国から出場者に対して1点〜8点、10点、12点を投票していたが、今回は各国は出場者に対して、審査員分および視聴者分それぞれにつき1点〜8点、10点、12点を投票する。

## 会場
オーストリア・ウィーンで開催された前年大会で、スウェーデン代表のモンス・セルメルローが優勝したため、今大会はスウェーデンが主催国となり、ストックホルムのグローブ・アリーナで開催することとなった。グローブ・アリーナは1万6千人収容可能であり、過去に2000年大会の会場となった実績がある。

### 開催地の決定
スウェーデン・テレビは、モンス・セルメルローの優勝が決まった翌日の2015年5月24日、ストックホルムのテレツー・アリーナを会場として考えていると発表したが、他の都市や会場の立候補も受け付けるとして、約3週間の間に会場を選定することとなった。

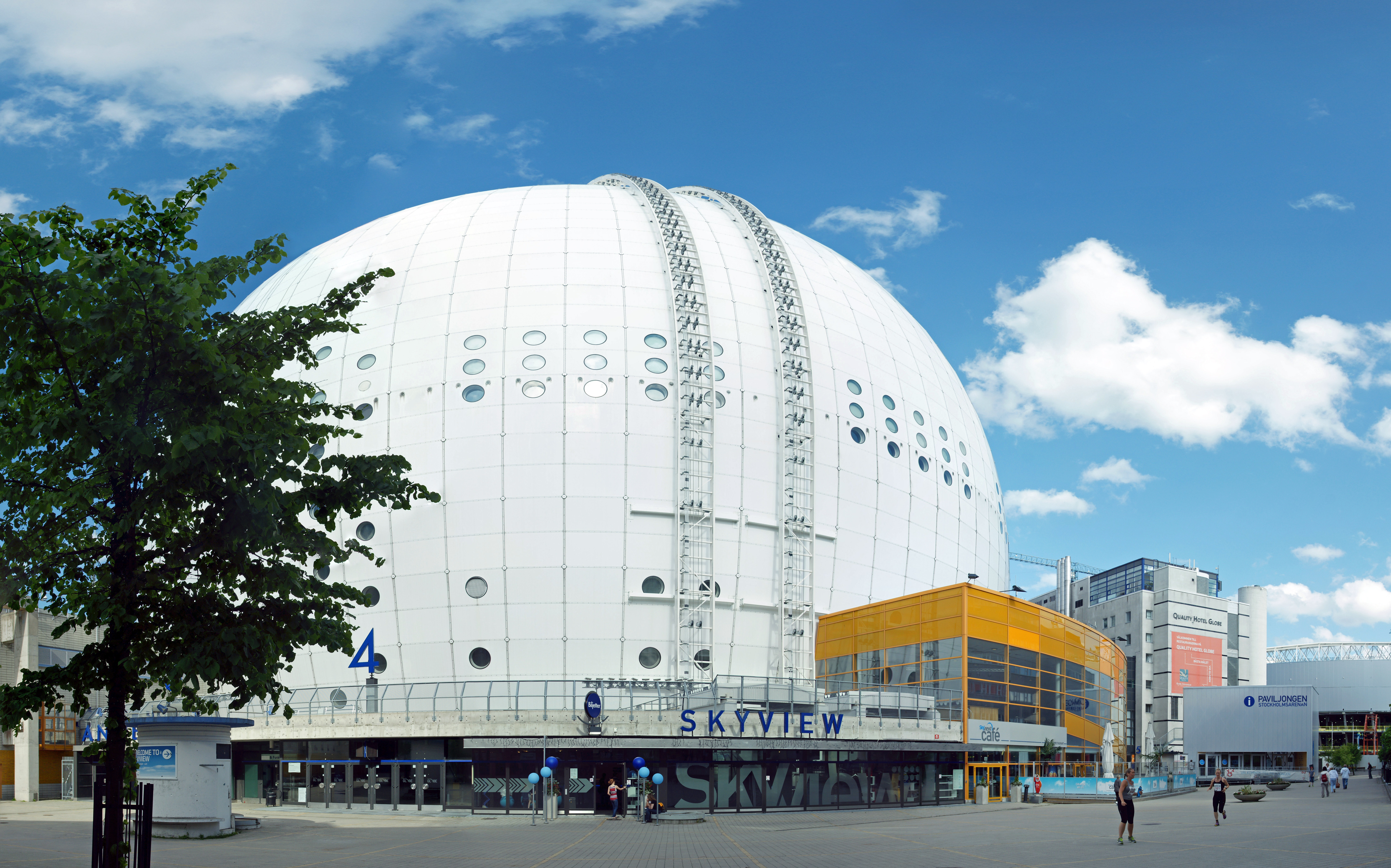
2016年大会の会場、グローブ・アリーナ

スウェーデン・テレビは6月1日、開催地となる都市・会場の要件を以下のように定めた:
- 大会の6週間〜4週間前から、舞台の設営や照明その他の設置のために会場を使用可能であること。
- 一定規模の記者会見場が設置可能であること。
- 会場周辺に十分な数のホテル・寝床数が確保できること。
- 主要空港へのアクセスが良好であること。

会場は2015年の夏頃までに決まるとされ、7月8日にはストックホルムのグローブ・アリーナを会場とすることが発表された。
主な会場候補
| 都市                       | 会場                               | 収容人数 | 備考 |
| -------------------------- | ---------------------------------- | -------- | --- |
| ヨーテボリ                 | スカンジナヴィアム                 | 14,000人 | 1985年大会の会場。 |
| ヨーテボリ                 | ウッレヴィ                         | 75,000人 | 屋根の取り付けが条件であったが、のちに費用面から取り下げとなった。 |
| リンシェーピング           | Saab Arena                         | 11,500人 | — |
| マルメ                     | マルメ・アリーナ                   | 15,500人 | 2013年大会の会場。リハーサル期間に会場を使用できないことから立候補取り下げとなった。 |
| エルンシェルツビク         | Fjällräven Center                  | 9,800人  | — |
| サンドヴィーケン／イェヴレ | Göransson Arena                    | 10,000人 | サンドヴィーケンで準決勝および決勝を開催し、イェヴレでは関連イベント（コンサート、ショーなど）を開催する計画であった。 |
| ストックホルム             | Annexet                            | 4,000人  | — |
| ストックホルム             | ストックホルム・グローブ・アリーナ | 16,000人 | 2000年大会の会場。また、1989年から2002年までおよび2012年のメロディーフェスティバーレン決勝会場。 |
| ストックホルム             | フレンズ・アレーナ                 | 65,000人 | 2013年以降のメロディーフェスティバーレン会場。 |
| ストックホルム             | Hovet                              | 9,000人  | — |
| ストックホルム             | テレツー・アリーナ                 | 45,000人 | 2015年5月24日に発表された初期候補。しかし、大会準備のための6週間〜4週間前からの期間中、ハンマルビーIFの開催のため会場を使用できないことが判明したため、会場候補から外れた。2016年3月14日、テレツー・アリーナを、「ユーロビジョン・ザ・パーティ」の会場およびスウェーデンの審査員票の発表で使用することが発表された。 |

## 形式
日程の初期案は、前年大会期間中の2015年3月16日に発表され、2016年5月の10日と12日に準決勝、14日に決勝を行うこととされた。実際の開催日は主催国であるスウェーデン・テレビに委ねられていたが、会場の決定と同時期に、初期案のとおり開催することが発表された。
2014年欧州放送連合とアジア太平洋放送連合との会合で、大会にABU TV ソング・フェスティバルの出場者をゲスト出演させる案が話し合われた。この案は2014年のアジア太平洋放送連合の総会で議題となったものであるが、欧州放送連合は2015年6月16日、この案について検討していくことを明らかにした。
スウェーデン・テレビは、大会の開始時刻について、中央ヨーロッパ夏時間（CEST）21時から20時への前倒しを検討していると発表した。これは、特に放送時間が深夜に及ぶ東部ヨーロッパ地域でも、家族層が番組を楽しめるようにとの考えであった。しかし、欧州放送連合は2015年10月28日、大会の開始時刻は従来どおり21時とすることを発表した。
2015年9月23日、欧州放送連合は、準決勝を経ずに決勝に出場できる「Big5」および主催国について、準決勝中に紹介する際は従来のビデオクリップに変えてリハーサル映像を使用するとした。
10月26日、スウェーデン・テレビおよび欧州放送連合は、大会の主要メンバーを発表した。製作総指揮にJohan BernhagenおよびMartin Österdahl、Tobias Åbergが制作首班。準決勝および決勝の演出はスヴェン・ストヤノヴィッチ、大会の制作はChrister Björkmanが選出された。

### 新たな投票方式
2016年2月16日、欧州放送連合は、1975年以来となる投票方式の改訂を発表した。新しい投票方式はスウェーデンのメロディーフェスティバーレンを参考にしたものであり、各国は1点〜8点、10点、12点までの各得点を審査員分、視聴者分それぞれ投票する。順番として、まず視聴者による電話投票終了後、各国の審査員分の得点（1点〜8点、10点、12点）がそれぞれの国から順次発表され、加算されていく。この時、2006年以降は1点〜7点は画面表示のみで、8点、10点、12点を口頭で発表していたが、今大会では10点以下は画面表示のみで12点だけは口頭で発表される。審査員票の加算が終わった後、各国の視聴者票の合計が司会によって発表される。司会は、合計視聴者票がすくない楽曲から順に発表していく。なお、準決勝での得点の集計も同じ方式が用いられるが、準決勝を通過した楽曲を発表する際は、順位や得点は伏せてランダムな順番で発表される。
新しい投票方式では、審査員票と視聴者票を分離したため、審査員票が無効と判断された際に視聴者票のみをその国からの得点とする従来の方法が使えなくなった。そのため、ある国からの審査員票が無効と判断された場合、大会諮問団によって事前に選定された他国の審査員による投票をもとに、当該国の審査員票を算出することとした。サンマリノ国営放送（SMRTV）会長のカルロ・ロメオ（Carlo Romeo）は2016年2月23日、新たな投票方式について、サンマリノのような小国には不利な制度であるとして批判した。サンマリノはイタリアの電話を使用しており、視聴者票を集計することができず、このため従来は審査員票のみで投票していた。新たな投票方式では、視聴者票を投票できないサンマリノの影響力は従来の半分になってしまうが、欧州放送連合は加盟各国に伺うことなく一方的に決定したとして批判した。

### 関連イベント
欧州放送連合は2016年3月14日、テレツー・アリーナにて、大会決勝と並行してライブ・イベントを開催すると発表した。イベントは「ユーロビジョン・ザ・パーティ」（Eurovision The Party）と題され、サンナ・ニールセンが司会を務め、大型スクリーンで決勝の様子を見るほか、決勝会場であるグローブ・アリーナの舞台裏で出場者に対してインタビューをしたり、決勝の司会であるペートラ・メーデやモンス・セルメルローとともに登場したりする。また、決勝におけるスウェーデンからの得点は「ザ・パーティ」の会場から発表される。前夜祭・後夜祭もこの会場で行われ、かつてのユーロビジョン優勝者であるカローラ・ヘグクヴィストやロリーン、その他にダニー・ソーシド、パネトス、DJ Tim Henriなどがゲストとして登場する。大会の制作総指揮にあたるJohan Bernhagenは、「ザ・パーティ」はEurovision VillageやEuroClubで行われる従来からある関連イベントを補うものであり、次年度以降も主催地の恒例イベントとなって欲しいとの期待を表明した。

### 司会
前年大会の優勝者であるモンス・セルメルローは、今大会の司会への希望を表明した。セルメルローは以前にもメロディーフェスティバーレン2010や、スウェーデン・テレビの音楽番組で司会を務めた経験がある。Christer BjörkmanはExpressenに対して、Gina Dirawi、ペートラ・メーデ、サンナ・ニールセンなども司会の候補に挙がっていると話した一方、ドルフ・ラングレンとモンス・セルメルローを司会として検討しているとも報じられた。8月19日、Expressenはモンス・セルメルローとペートラ・メーデが司会の有力候補と報じ、2015年12月14日にスウェーデン・テレビによって正式に発表された。

### 準決勝の組分け
出場各国がどちらの準決勝に参加するかは、アレクサンドラ・パスハリドゥとヨヴァン・ラドミルの司会のもと、2016年1月25日にストックホルム市庁舎にて決定された。まず、直接決勝に進める6か国（「Big 5」と主催国）のうち、どの国がどちらの準決勝で投票するかが決められた。次に、それぞれの準決勝の前半・後半にどの国を割り振るかが決められた。18か国が準決勝1、19か国が準決勝2に出場し、それぞれから勝ち進んだ10か国ずつが、直接決勝に進める6か国とともに決勝に出場する。
準決勝に参加する37か国はまず、過去の投票傾向をもとに6組に分けられ、1月21日に予め公表された。この方法は、特定の国々が互いに投票し合う「ブロック投票」の影響力を下げ、全ての国に決勝への進出の機会を与えるためのものである。スウェーデンとドイツは、それぞれ準決勝1と準決勝2で投票することが予め定められた。
| 1組 | 2組                                                                             | 3組                                                                             |
| --- | ------------------------------------------------------------------------------- | ------------------------------------------------------------------------------- |
| - アルバニア - ボスニア・ヘルツェゴビナ - クロアチア - 北マケドニア - モンテネグロ - セルビア - スロベニア | - デンマーク - エストニア - フィンランド - アイスランド - ラトビア - ノルウェー | - アルメニア - アゼルバイジャン - ベラルーシ - ジョージア - ロシア - ウクライナ |
| 4組 | 5組                                                                             | 6組                                                                             |
| - オーストラリア - ベルギー - ブルガリア - キプロス - ギリシャ - オランダ                                  | - チェコ - アイルランド - リトアニア - マルタ - ポーランド - サンマリノ         | - オーストリア - ハンガリー - イスラエル - モルドバ - ルーマニア - スイス       |

### 開幕及び幕間の演出

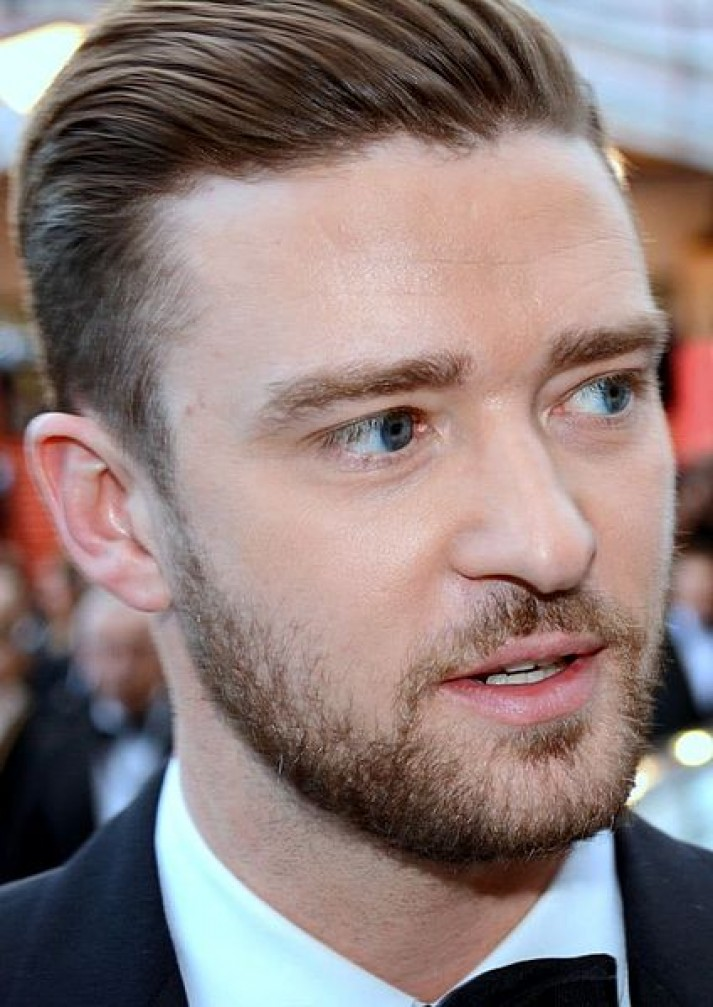
ジャスティン・ティンバーレイク、決勝の幕間にて「Can't Stop the Feeling!」を歌う

準決勝1の開幕時に、2015年大会優勝者のモンス・セルメルローが優勝曲「Heroes」を歌うことが、2016年5月1日に発表された。また、準決勝2ではマセソン・バイリー、Edward af Sillén、Daniel Réhn製作によるコメディ作品「That's Eurovision」をモンス・セルメルローとペートラ・メーデが演じ、決勝の開幕時にはスウェーデンのファッション・デザインやダンス・ミュージック分野での活躍を意識したファッションショーの形式で出場各国のアーティストが紹介されることも発表された。
準決勝1および準決勝2の幕間の演技はいずれもFredrik Rydmanによるもので、それぞれ準決勝1が「The grey people」、準決勝2は「Man meets machine」と題されたダンスであった。また、5月9日の発表では、決勝の幕間でジャスティン・ティンバーレイクの新曲「Can't Stop the Feeling!」および「Rock Your Body」が披露されることが明かされた。この他に、決勝の幕間では「Love Love Peace Peaceと題された寸劇が行われ、ユーロビジョン・ソング・コンテストの過去の出場曲のモチーフを多数使用し、司会のセルメルローおよびメーデの他、ユーロビジョン2006の優勝者ローディや、同2009優勝者のアリャクサンドル・ルィバークが登場した。また、サラ・ドーン・ファイナーが演じるキャラクター「リンダ・ウッドラフ（Lynda Woodruff）」によるコメディ、モンス・セルメルローによる「Fire in the Rain」および「Heroes」の披露も行われた。
なお、今大会は史上初めてアメリカ合衆国でもテレビ中継されたが、ジャスティン・ティンバーレイクの部分は権利上の問題により準決勝1の演技「The grey people」に置換えられた。

## 出場国

準決勝1に参加
準決勝1で投票
準決勝2に参加
準決勝2で投票

出場を希望する国は、2015年9月15日までに申請する必要があり、また10月10日以降の出場辞退には罰金が伴う。欧州放送連合は11月26日、43か国が大会に出場することを発表した。これは、2008年大会および2011年大会と並んで過去最多である。
前年まで不出場であった4か国が大会に復帰した。今回から大会に復帰したのは、ボスニア・ヘルツェゴビナ（2012年大会以来）、ブルガリア（2013年大会以来）、クロアチア（2014年大会以来）、ウクライナ（2014年大会以来）である。また、前年大会でスペシャルゲストとして初参加したオーストラリアは、今大会には通常の出場国として参加することとなった。一方、ポルトガルは今大会は参加を見送り、ルーマニアは大会直前の4月に欧州放送連合に対する負債を理由として出場が認められなかった。

### 再出場のアーティスト
今大会に出場するアーティストのうち、7人が過去にユーロビジョン・ソング・コンテスト出場経験を有する。ボスニア・ヘルツェゴビナ代表の1人ディーンは2004でも同国代表を務め、決勝7位となった。マケドニア共和国代表のカリオピは2012で決勝13位となった他、1996年大会の同国代表にも選ばれたが、テレビ放送されない予選で敗退している。ブルガリア代表のポリ・ゲノヴァは2011年大会に出場したが、準決勝12位に終わった。モンテネグロ代表のハイウェイのメンバーのひとり、ボヤン・ヨヴォヴィッチ（Bojan Jovović）は、2005年大会でセルビア・モンテネグロ代表を務めたノー・ネームのメンバーで、このときは決勝7位となった。マルタ代表のイーラ・ロスコは2002に出場し2位入賞を果たしている。リトアニア代表のドニー・モンテルは2012年大会に出場し、決勝14位となった。アイスランド代表のグレタ・サロメは、Jónsiとともに2012年大会に出場し決勝20位となった。

## 結果

### 準決勝1
18か国が準決勝1に出場し、これに加えてフランス、スペイン、スウェーデンの21か国が準決勝1を自国向けに中継し、投票に参加する。
| 登場順 | 国                       | アーティスト                                                                        | 楽曲                 | 言語             | 順位 | 得点 | 得点   | 得点   |
| 登場順 | 国                       | アーティスト                                                                        | 楽曲                 | 言語             | 順位 | 合計 | 審査員 | 視聴者 |
| ------ | ------------------------ | ----------------------------------------------------------------------------------- | -------------------- | ---------------- | ---- | ---- | ------ | ------ |
| 01     | フィンランド             | サンディヤ Sandhja                                                                  | Sing It Away         | 英語             | 15   | 51   | 35     | 16     |
| 02     | ギリシャ                 | アルゴ Argo                                                                         | Utopian Land         | 英語、ギリシア語 | 16   | 44   | 22     | 22     |
| 03     | モルドバ                 | リディア・イサク Lidia Isac                                                         | Falling Stars        | 英語             | 17   | 33   | 24     | 9      |
| 04     | ハンガリー               | フレディ Freddie                                                                    | Pioneer              | 英語             | 4    | 197  | 78     | 119    |
| 05     | クロアチア               | ニナ・クラリッチ Nina Kraljić                                                       | Lighthouse           | 英語             | 10   | 133  | 80     | 53     |
| 06     | オランダ                 | Douwe Bob                                                                           | Slow Down            | 英語             | 5    | 197  | 102    | 95     |
| 07     | アルメニア               | イヴェータ・ムクチヤン Iveta Mukuchyan                                              | LoveWave             | 英語             | 2    | 243  | 127    | 116    |
| 08     | サンマリノ               | セルハト Serhat                                                                     | I Didn't Know        | 英語             | 12   | 68   | 19     | 49     |
| 09     | ロシア                   | セルゲイ・ラザレフ Sergey Lazarev                                                   | You Are the Only One | 英語             | 1    | 342  | 148    | 194    |
| 10     | チェコ                   | ガブリエラ・グンチーコヴァー Gabriela Gunčíková                                     | I Stand              | 英語             | 9    | 161  | 120    | 41     |
| 11     | キプロス                 | マイナス・ワン Minus One                                                            | Alter Ego            | 英語             | 8    | 164  | 71     | 93     |
| 12     | オーストリア             | ゾーイ ZOË                                                                          | Loin d'ici           | フランス語       | 7    | 170  | 37     | 133    |
| 13     | エストニア               | ユリ・ポーツマン Jüri Pootsmann                                                     | Play                 | 英語             | 18   | 24   | 9      | 15     |
| 14     | アゼルバイジャン         | サムラ・ラヒムリ Samra Rahimli                                                      | Miracle              | 英語             | 6    | 185  | 92     | 93     |
| 15     | モンテネグロ             | ハイウェイ Highway                                                                  | The Real Thing       | 英語             | 13   | 60   | 46     | 14     |
| 16     | アイスランド             | グレタ・サロメ Greta Salóme Stefánsdóttir                                           | Hear Them Calling    | 英語             | 14   | 51   | 27     | 24     |
| 17     | ボスニア・ヘルツェゴビナ | ダラル & ディーン feat. アナ・ルツネル、ヤラ Dalal & Deen feat. Ana Rucner and Jala | Ljubav je            | ボスニア語       | 11   | 104  | 26     | 78     |
| 18     | マルタ                   | イーラ・ロスコ Ira Losco                                                            | Walk on Water        | 英語             | 3    | 209  | 155    | 54     |

### 準決勝2
19か国が準決勝1に出場し、これに加えてドイツ、イタリア、イギリスの22か国が準決勝1を自国向けに中継し、投票に参加する。
| 登場順 | 国             | アーティスト                                                                             | 楽曲                             | 言語                       | 順位 | 得点 | 得点   | 得点   |
| 登場順 | 国             | アーティスト                                                                             | 楽曲                             | 言語                       | 順位 | 合計 | 審査員 | 視聴者 |
| ------ | -------------- | ---------------------------------------------------------------------------------------- | -------------------------------- | -------------------------- | ---- | ---- | ------ | ------ |
| 01     | ラトビア       | ユスツ・シルマイス Justs Sirmais                                                         | Heartbeat                        | 英語                       | 8    | 132  | 64     | 68     |
| 02     | ポーランド     | ミハウ・シュパーク Michał Szpak                                                          | Color of Your Life               | 英語                       | 6    | 151  | 20     | 131    |
| 03     | スイス         | ライカー Rykka                                                                           | The Last of Our Kind             | 英語                       | 18   | 28   | 25     | 3      |
| 04     | イスラエル     | ホヴィ・スター                                                                           | Made of Stars                    | 英語                       | 7    | 147  | 127    | 20     |
| 05     | ベラルーシ     | アイヴァン Ivan                                                                          | Help You Fly                     | 英語                       | 12   | 84   | 32     | 52     |
| 06     | セルビア       | サニャ・ヴチッチ ZAA Sanja Vučić ZAA                                                     | Goodbye                          | 英語                       | 10   | 105  | 55     | 50     |
| 07     | アイルランド   | ニッキー・バーン Nicky Byrne                                                             | Sunlight                         | 英語                       | 15   | 46   | 15     | 31     |
| 08     | 北マケドニア   | カリオピ Kaliopi                                                                         | Dona                             | マケドニア語               | 11   | 88   | 34     | 54     |
| 09     | リトアニア     | ドニー・モンテル Donny Montell                                                           | I've Been Waiting for This Night | 英語                       | 4    | 222  | 104    | 118    |
| 10     | オーストラリア | ダミ・イム Dami Im                                                                       | Sound of Silence                 | 英語                       | 1    | 330  | 188    | 142    |
| 11     | スロベニア     | マヌエラ ManuElla                                                                        | Blue and Red                     | 英語                       | 14   | 57   | 49     | 8      |
| 12     | ブルガリア     | ポリ・ゲノヴァ Poli Genova                                                               | If Love Was a Crime              | 英語、ブルガリア語         | 5    | 220  | 98     | 122    |
| 13     | デンマーク     | ライトハウスX Lighthouse X                                                               | Soldiers of Love                 | 英語                       | 17   | 34   | 10     | 24     |
| 14     | ウクライナ     | ジャマラ Jamala                                                                          | 1944                             | 英語、クリミア・タタール語 | 2    | 287  | 135    | 152    |
| 15     | ノルウェー     | Agnete Johnsen                                                                           | Icebreaker                       | 英語                       | 13   | 63   | 29     | 34     |
| 16     | ジョージア     | ニカ・コチャロフ&ヤング・ジョージアン・ロリータズ Nika Kocharov & Young Georgian Lolitaz | Midnight Gold                    | 英語                       | 9    | 123  | 84     | 39     |
| 17     | アルバニア     | エネダ・タリファ Eneda Tarifa                                                            | Fairytale                        | 英語                       | 16   | 45   | 10     | 35     |
| 18     | ベルギー       | ラウラ・テソーロ Laura Tesoro                                                            | What's the Pressure              | 英語                       | 3    | 274  | 139    | 135    |

### 決勝
| 登場順 | 国               | アーティスト                                                                             | 楽曲                             | 言語                       | 順位 | 得点 | 得点   | 得点   |
| 登場順 | 国               | アーティスト                                                                             | 楽曲                             | 言語                       | 順位 | 合計 | 審査員 | 視聴者 |
| ------ | ---------------- | ---------------------------------------------------------------------------------------- | -------------------------------- | -------------------------- | ---- | ---- | ------ | ------ |
| 01     | ベルギー         | ラウラ・テソーロ Laura Tesoro                                                            | What's the Pressure              | 英語                       | 10   | 181  | 130    | 51     |
| 02     | チェコ           | ガブリエラ・グンチーコヴァー Gabriela Gunčíková                                          | I Stand                          | 英語                       | 25   | 41   | 41     | 0      |
| 03     | オランダ         | Douwe Bob                                                                                | Slow Down                        | 英語                       | 11   | 153  | 114    | 39     |
| 04     | アゼルバイジャン | サムラ・ラヒムリ Samra Rahimli                                                           | Miracle                          | 英語                       | 17   | 117  | 44     | 73     |
| 05     | ハンガリー       | フレディ Freddie                                                                         | Pioneer                          | 英語                       | 19   | 108  | 52     | 56     |
| 06     | イタリア         | フランチェスカ・ミキエリン Francesca Michielin                                           | No Degree of Separation          | イタリア語、英語           | 16   | 124  | 90     | 34     |
| 07     | イスラエル       | Hovi Star                                                                                | Made of Stars                    | 英語                       | 14   | 135  | 124    | 11     |
| 08     | ブルガリア       | ポリ・ゲノヴァ Poli Genova                                                               | If Love Was a Crime              | 英語、ブルガリア語         | 4    | 307  | 127    | 180    |
| 09     | スウェーデン     | Frans Jeppsson Wall                                                                      | If I Were Sorry                  | 英語                       | 5    | 261  | 122    | 139    |
| 10     | ドイツ           | ジェイミー＝リー・クリーヴィッツ Jamie-Lee Kriewitz                                      | Ghost                            | 英語                       | 26   | 11   | 1      | 10     |
| 11     | フランス         | アミール・アッダード Amir Haddad                                                         | J'ai cherché                     | フランス語、英語           | 6    | 257  | 148    | 109    |
| 12     | ポーランド       | ミハウ・シュパーク Michał Szpak                                                          | Color of Your Life               | 英語                       | 8    | 229  | 7      | 222    |
| 13     | オーストラリア   | ダミ・イム Dami Im                                                                       | Sound of Silence                 | 英語                       | 2    | 511  | 320    | 191    |
| 14     | キプロス         | マイナス・ワン Minus One                                                                 | Alter Ego                        | 英語                       | 21   | 96   | 43     | 53     |
| 15     | セルビア         | サニャ・ヴチッチ ZAA Sanja Vučić ZAA                                                     | Goodbye                          | 英語                       | 18   | 115  | 35     | 80     |
| 16     | リトアニア       | ドニー・モンテル Donny Montell                                                           | I've Been Waiting for This Night | 英語                       | 9    | 200  | 104    | 96     |
| 17     | クロアチア       | ニナ・クラリッチ Nina Kraljić                                                            | Lighthouse                       | 英語                       | 23   | 73   | 40     | 33     |
| 18     | ロシア           | セルゲイ・ラザレフ Sergey Lazarev                                                        | You Are the Only One             | 英語                       | 3    | 491  | 130    | 361    |
| 19     | スペイン         | バレイ Barei                                                                             | Say Yay!                         | 英語                       | 22   | 77   | 67     | 10     |
| 20     | ラトビア         | Justs Sirmais                                                                            | Heartbeat                        | 英語                       | 15   | 132  | 69     | 63     |
| 21     | ウクライナ       | ジャマラ Jamala                                                                          | 1944                             | 英語、クリミア・タタール語 | 1    | 534  | 211    | 323    |
| 22     | マルタ           | イーラ・ロスコ Ira Losco                                                                 | Walk on Water                    | 英語                       | 12   | 153  | 137    | 16     |
| 23     | ジョージア       | ニカ・コチャロフ&ヤング・ジョージアン・ロリータズ Nika Kocharov & Young Georgian Lolitaz | Midnight Gold                    | 英語                       | 20   | 104  | 80     | 24     |
| 24     | オーストリア     | ゾーイ ZOË                                                                               | Loin d'ici                       | フランス語                 | 13   | 151  | 31     | 120    |
| 25     | イギリス         | ジョー&ジェイク Joe and Jake                                                             | You're Not Alone                 | 英語                       | 24   | 62   | 54     | 8      |
| 26     | アルメニア       | イヴェータ・ムクチヤン Iveta Mukuchyan                                                   | LoveWave                         | 英語                       | 7    | 249  | 115    | 134    |

## その他の国
ユーロビジョン・ソング・コンテストに参加できるのは、欧州放送連合の正会員であり、ユーロビジョン・ネットワークを使って大会を中継できる放送局に限られる。欧州放送連合は、56の正会員全て、および準会員であるオーストラリアに対して大会への招待状を送付し、43か国が応諾した。モロッコ、チュニジアその他5か国は不参加の理由を明らかにしなかったが、その他の国々は不参加を表明した。

### 欧州放送連合の正会員
- アンドラ - アンドラ国営放送（英語版）（RTVA）は2015年9月2日に不参加を表明した[68]。
- レバノン - テレ・リバン（英語版）（TL）は2015年10月15日時点では参加の可能性を排除しなかったが[69]、最終的に発表された参加国の一覧の中にレバノンの名はなかった。
- ルクセンブルク - ルクセンブルク国営放送（英語版）（RTL）は2015年9月4日、予算不足などを理由に不参加を表明した[70]。
- モナコ - テレ・モンテ・カルロ（英語版）（TMC）は2015年7月21日、不参加を表明した[71]
- ポルトガル - ポルトガル国営放送（RTP）は視聴者に対して、自国代表の選出に関するアイディアを募った。ポルトガルは2010以降決勝に進めておらず、視聴者はフェスティヴァル・ダ・カンサオン（英語版）による代表選考に問題があるのではないかと考えている[48]。クリスティアーノ・ロナウドの姉妹であるカーティア・アヴェイロ（Kátia Aveiro）は、自身をポルトガルとして推薦してくれるようTwitterでファンに呼びかけた[72]。しかし2015年10月7日、ポルトガル国営放送は今大会への不参加を表明し、あわせて新しい代表選考方法で2017年大会への参加を検討している旨発表した[73]。ポルトガル国営放送のジャイミ・フェルナンデス（Jaime Fernandes）は11月7日、テレビ番組「A Voz do Cidadão」の中で、不参加の理由として過去の大会におけるポルトガル代表の低迷だけでなく、国営放送の音楽メディア事業のプロモーションの失敗を挙げた[74]。
- スロバキア - スロバキアは2015年からユーロビジョン・ヤング・ダンサーズに復帰しており、スロバキア国営放送（英語版）（RTVS）は同大会への参加は国内のプロダクションを助け、自国の文化を欧州水準まで高めるとしていた。しかし、ユーロビジョン・ソング・コンテストについては、2015年9月28日に不参加を表明した[75]。
- トルコ - 欧州放送連合は2015年10月2日、トルコ国営放送はまだ最終決定していないと発表した[76]。しかし、11月3日にトルコ国営放送は不参加を表明し、その理由として審査員を使った投票方式や「Big 5」の無条件の決勝出場の不公平性を指摘した[77][78]。